# شجرة الكمثرى البرية
شجرة الكمثرى البرية (بالتركية: Ahlat Ağacı)‏ هو فيلم تُركي للمخرج نورى بيلجى جيلان. تم اختيار الفيلم للمنافسة على السعفة الذهبية في مهرجان كان السينمائي لعام 2018.

## طاقم التمثيل
- أيدين دوغو ديميركول في دور سنان[4]
- مراد كمشير
- بننو يلدرملار
- هازار إيرجوتشلو
- أكين أكسو
- أحمد رفعت سنجار
- سيركان كيسكين
- تامر ليفانت
- قادر كرمكلي
- كوبيلاي تانسر
- أونير إركان

## روابط خارجية
- شجرة الكمثرى البرية على موقع IMDb (الإنجليزية)
- شجرة الكمثرى البرية على موقع ميتاكريتيك (الإنجليزية)
- شجرة الكمثرى البرية على موقع روتن توميتوز (الإنجليزية)
- شجرة الكمثرى البرية على موقع ألو سيني (الفرنسية)
- شجرة الكمثرى البرية على موقع بوكس أوفيس موجو (الإنجليزية)
- شجرة الكمثرى البرية على موقع فيلمافينيتي (الإسبانية)
- شجرة الكمثرى البرية على موقع قاعدة بيانات الأفلام السويدية (السويدية)
- شجرة الكمثرى البرية على موقع قاعدة بيانات الفيلم (الإنجليزية)
- شجرة الكمثرى البرية على موقع ليتربوكسد (الإنجليزية)
- شجرة الكمثرى البرية على موقع كينوبويسك (الروسية)